# Martin Putze
Martin Putze (ur. 14 stycznia 1985 w Apolda) – niemiecki bobsleista, dwukrotny medalista olimpijski i wielokrotny medalista mistrzostw świata.

## Kariera
W Turynie zdobył złoty medal wspólnie z André Lange, Kevinem Kuske i René Hoppe. Cztery lata później Hoppe został zastąpiony przez Aleksandra Rödigera, a osada zajęła drugie miejsce. Największe sukcesy międzynarodowe odnosi właśnie w rywalizacji czwórek. Jest stałym członkiem załogi Lange, cztery razy stawał na podium mistrzostw świata w czwórkach, w 2005 i 2008 sięgając po złoto.